# Ubaldo Puglieschi
Ubaldo Puglieschi (14 agosto 1874 – 1965) è stato un militare italiano, ufficiale dell'Esercito e pioniere dell'aeronautica.
Conseguì il brevetto di aerostiere nel 1904, nel mese di marzo dello stesso anno compì la sua prima ascensione libera su pallone aerostatico da Roma a Palombara. A questa ascensione ne seguirono altre per un totale di 8 ascensioni nel 1904 organizzate sia in ambito militare che dalla neocostituita (19 gennaio 1904) Società Aeronautica Italiana (S.A.I.) della quale il suo nome è tra quelli dei 37 soci fondatori. Nella sua carriera nella Brigata Specialisti del Genio Militare, distaccata presso il Forte Tiburtino di Roma, compi più di 50 ascensioni libere occupandosi di fotografia aerea per conto della Sezione Fotografica della sopra citata Brigata e raccogliendo accuratamente il materiale relativo alle sue ascensioni: i rilievi barometrici, le cartine di volo, le immagini fotografiche.
Di seguito è riportata la descrizione di un volo scritta da Puglieschi e corredata dalla relativa documentazione: «Un’ascensione interessante è stata quella che eseguii il 22 ottobre 1904 col Tenente Cianetti con un pallone da 450 mc. In tale ascensione raggiungemmo la quota di 4100 m. che fino allora non era stata ancora raggiunta nelle nostre ascensioni militari. Partiti da Roma atterrammo nei pressi di Valmontone».
Un singolare episodio legato alle ascensioni di Puglieschi è narrato nel libro di Pio Antico (vedi bibliografia) quando il 2 giugno 1907 si offrì per effettuare lui il breve volo dimostrativo previsto alla fine della Rivista dello Statuto alla Farnesina, in presenza del Re. Il suo superiore, Capitano Arnaldo Ulivelli, comandante della compagnia aerostieri, preferì effettuare personalmente l'ascensione ma il suo pallone venne colpito da un fulmine e precipitò in fiamme da circa 600 metri. Ulivelli perse la vita per i gravi traumi.
Puglieschi rivolse il proprio interesse alla sperimentazione scientifica: dall'Analisi della produzione dell'idrogeno (1904), la scarsità del quale limitava la possibilità di effettuare ascensioni, alle vernici aerostatiche (1905), allo studio della convenienza dell'impiego dell'Automobile a benzina nell'esercito (1913).